# Grimmia meridionalis
Grimmia meridionalis là một loài Rêu trong họ Grimmiaceae. Loài này được (Müll. Hal.) E. Maier mô tả khoa học đầu tiên năm 2002.